# Велика Солина
Велика Солина је насељено мјесто на подручју града Глине, Банија, Република Хрватска.

## Историја
Велика Солина се од распада Југославије до августа 1995. налазила у Републици Српској Крајини.

## Становништво
На попису становништва 2011. године, Велика Солина је имала 69 становника.
| Националност       | 1991.        |
| Хрвати             | 266 (96,72%) |
| Срби               | 1 (0,36%)    |
| Југословени        | 6 (2,18%)    |
| остали и непознато | 2 (0,72%)    |
| Укупно             | 275          |

| Демографија | Демографија | Демографија |
| Година      | Становника  | Становника  |
| ----------- | ----------- | ----------- |
| 1971.       | 406         |             |
| 1981.       | 332         |             |
| 1991.       | 275         |             |
| 2001.       | 169         |             |
| 2011.       |             | 69          |

## Попис 1991.
На попису становништва 1991. године, насељено место Велика Солина је имало 275 становника, следећег националног састава:
| Попис 1991.‍ | Попис 1991.‍ | Попис 1991.‍ | Попис 1991.‍ | Попис 1991.‍ |
| ----------- | ----------- | ----------- | ----------- | ----------- |
|             |             |             |             |             |
| Хрвати      | Хрвати      |             | 266         | 96,72%      |
| Југословени | Југословени |             | 6           | 2,18%       |
| Чеси        | Чеси        |             | 2           | 0,72%       |
| Срби        | Срби        |             | 1           | 0,36%       |
| укупно: 275 |             |             |             |             |